# ألفرد إل. إلوين
ألفرد إل. إلوين (بالإنجليزية: Alfred L. Elwyn)‏ هو طبيب أمريكي، ولد في 9 يوليو 1804، وتوفي في 15 مارس 1884.